# Frank Fischer
Frank Fischer, född 1960 i Brandenburg an der Havel i Östtyskland, är en östtysk kanotist.
Han tog bland annat VM-guld i K-2 500 meter i samband med sprintvärldsmästerskapen i kanotsport 1983 i Tammerfors.